# Sędzisz (Masyw Śnieżnika)

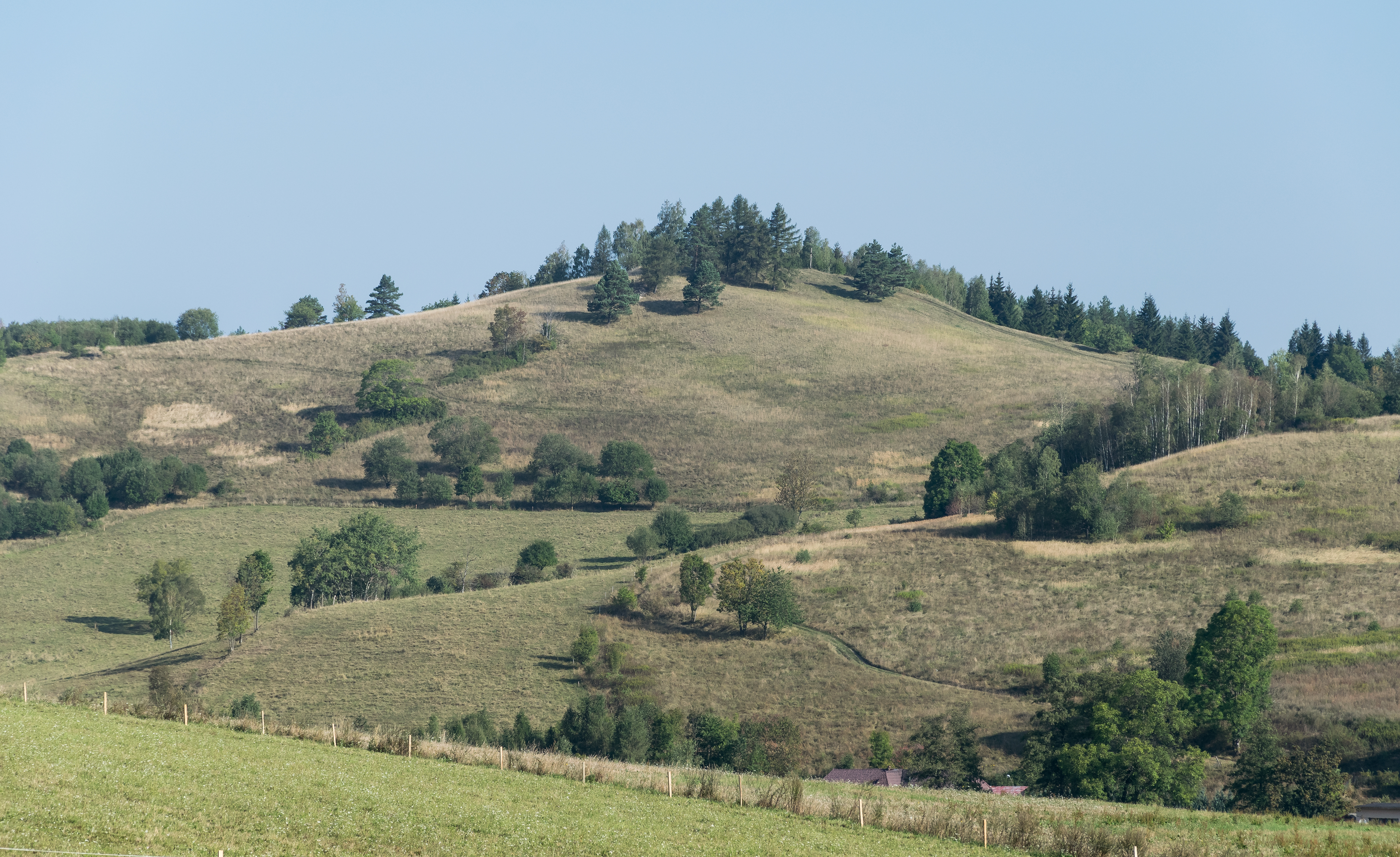
Sędzisz od południa

Sędzisz (niem. Richter Berg) – wzniesienie 498 m n.p.m. w południowo-zachodniej Polsce w Sudetach Wschodnich, w Masywie Śnieżnika – Krowiarkach.

## Położenie i charakterystyka
Wzniesienie położone w Sudetach Wschodnich, w północno-zachodniej części Masywu Śnieżnika, w północno-zachodnim grzbiecie odchodzącym od Śnieżnika, w północno-zachodniej części Krowiarek, około 2 km, na południowy zachód od miejscowości Ołdrzychowice Kłodzkie.
Jest to niezbyt wysoki, wydłużony wał z kulminacją w północnej części. Pomiędzy kulminacją a pozostałą częścią wału znajduje się przełęcz bez nazwy, którą przechodzi droga polna z Romanowa do Ołdrzychowic.
Dolina potoku Piotrówka oddziela je na południu od masywu Żelaznych Gór. Na północy szeroka dolina Białej Lądeckiej oddziela je od Wzgórz Rogówki, należących do Kotliny Kłodzkiej i południowo-zachodnich stoków Gór Złotych. Na południowym wschodzie Przełęcz Romanowska oddziela go od Wróblowego Kierza. Na południowym zachodzie szerokie, bezimienne obniżenie oddziela go od masywu Słupca. 
Po południowej stronie góry u podnóża, położona jest miejscowość Romanowo. 

## Budowa geologiczna
Wzniesienie o zróżnicowanej budowie geologicznej, zbudowane ze skał metamorficznych należących do metamorfiku Lądka i Śnieżnika, głównie łupków łyszczykowych, z soczewami wapieni krystalicznych (marmurów kalcytowych i dolomitowych) serii strońskiej. Na zachodnim szczycie znajdują się niewielkie wapienne skałki. Na północ od niego znajduje się niewielki kamieniołom wapieni krystalicznych (marmurów). Większą część wschodniego grzbietu zajmuje wyrobisko czynnego kamieniołomu marmuru dolomitycznego "Romanowo" oraz hałdy. Obok czynnej kopalni znajdują się niewielkie opuszczone wyrobiska.

## Roślinność
Wzniesienie w większości zajmują łąki i częściowo pola uprawne oraz tereny kopalni. Lasy świerkowe i mieszane rosną na północnych zboczach. Lokalnie występują płaty roślinności kserotermicznej.

## Szlaki turystyczne
Przez przełęcz między główną kulminacją a pozostałą częścią grzbietu przechodzi szlak turystyczny
- czarny – z Bystrzycy Kłodzkiej do Ołdrzychowic[1]

.
Doliną Piotrówki na południe od masywu przechodzi szlak turystyczny
- żółty – z Żelazna na Przełęcz Puchaczówkę.